# Letov Kbely
Letov foi uma indústria aeronáutica localizada em Letňany, próximo de Praga, República Checa. Após várias mudanças de nome e propriedade da empresa, desde 1 de julho de 2000 é parte do Groupe Latécoère, um grupo francês que adquiriu a Letov, formando então a Latecoere Czech Republic.

## História
A Letov foi fundada em 1918 pelo Minstério de Defesa checoslovaco para reparar aeronaves "troféu" da Primeira Guerra Mundial. A primeira aeronave nativa, Letov Š-1, foi projetada e construída em 1920 e cerca de 50 tipos de aeronaves haviam sido construídos até 1939. Durante a Segunda Guerra Mundial, a fábrica serviu como oficina de reparo para a Luftwaffe da Alemanha nazista. As linhas de produção também foram ativadas para produzir versões de combate do Ju 290, iniciando com o Ju 290 A-2, que levava consigo um radar de busca para sua tarefa de patrulha. Desde a década de 1950, fabricou peças para as aeronaves MiG-15, MiG-19 e MiG-21.
Mais de 4.000 asas e empenagens para o L-29 Delfín, um avião de treinamento a jato que se tornou a aeronave padrão para treinamento das forças aéreas das nações adeptas ao Pacto de Varsóvia na década de 1960, foram construídas pela Letov. A empresa também produziu asas e empenagens para 2.500 aviões L-39 Albatros desde a década de 1970.
Após a queda do socialismo na Checoslováquia em 1989, a Letov falhou em se colocar no mercado mundial. Em 1997, a empresa passou por uma grande reestruturação. Em 23 de outubro de 1997, a Aero Vodochody assumiu quase que a totalidade da empresa, que possuía 227 funcionários e formou a Letov Letecká výroba a. S.. Desde 1 de julho de 2000, a empresa é parte de um grupo francês denominado Latécoère, operando sob o nome Letov Letecká výroba, groupe Latecoere sro. O foco de sua produção atualmente é para suprir componentes para aeronaves fabricadas pela Airbus, dentre outros. Em 1 de janeiro de 2014, o nome da companhia foi então alterado para Latecoere Czech Republic sro.

## Aeronaves

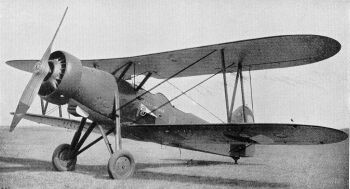
Letov Š-328, avião de reconhecimento produzido pela Letov a partir de 1929

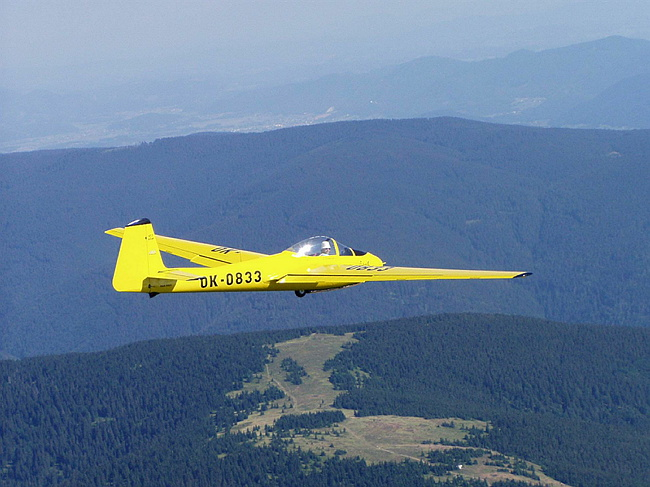
Letov LF-107 Luňák

- Letov Š-1 - avião de reconhecimento, 1920
- Letov Š-2
- Letov Š-3
- Letov Š-4 - caça, 1922
- Letov Š-5
- Letov Š-6 - bombardeiro, 1923
- Letov Š-7
- Letov Š-8
- Letov Š-9
- Letov Š-10 - Hansa-Brandenburg B.I produzido sob licença
- Letov Š-11
- Letov Š-12
- Letov Š-13
- Letov Š-14
- Letov Š-15
- Letov Š-16 - bombardeiro, 1926
- Letov Š-17
- Letov Š-18 - avião de treinamento, 1925
- Letov Š-19 - avião de transporte, 1925
- Letov Š-218 - avião de treinamento, 1926
- Letov Š-20 - caça, 1926
- Letov Š-21
- Letov Š-22
- Letov Š-25
- Letov Š-27
- Letov Š-28 - avião de reconhecimento, 1929
- Letov Š-31 - caça, 1929
- Letov Š-32 - avião comercial, 1931
- Letov Š-33 - bombardeiro de longo alcance, 1930
- Letov Š-39 - aeronave desportiva, 1931
- Letov Š-328 - avião de reconhecimento, 1932
- Letov Š-231 - caça, 1933
- Letov Š-331 - protótipo de caça
- Letov Š-428 - caça-bombardeiro
- Letov Š-50 - protótipo bombardeiro, 1938
- Letov L-101 - projeto de avião comercial pós-guerra, 1945
- Letov L-52 - projeto do primeiro avião a jato da Letov, 1947
- Letov LF-107 Luňák - planador
- Letov XLF-207 Laminar - planador
- Letov MK-1 Kocour - ultraleve de assento único/treinador para planador[1]
- Letov LK-2 Sluka - ultraleve de assento único, 1991
- Letov LK-3 Nova - ultraleve de dois assentos
- Letov ST-4 Azték - ultraleve de dois assentos